# Tedania oligostyla
Tedania oligostyla är en svampdjursart som beskrevs av de Laubenfels 1954. Tedania oligostyla ingår i släktet Tedania och familjen Tedaniidae.
Artens utbredningsområde är havet kring Mikronesien. Inga underarter finns listade i Catalogue of Life.